# Korvensuu

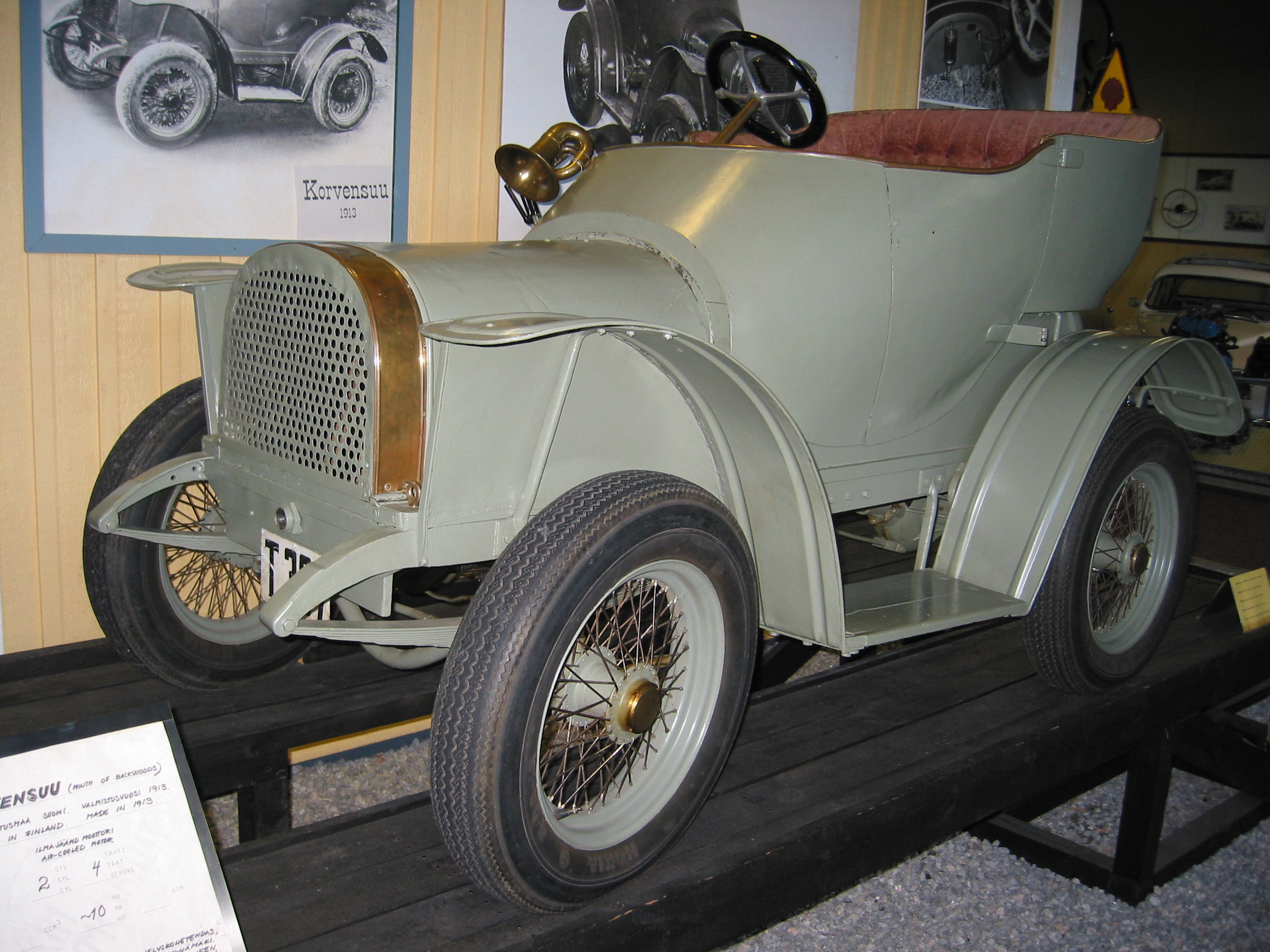
Korvensuu von 1913

Korvensuu ist der Name der ersten Automarke, die auf finnischem Boden gebaut wurde. Das Gebiet gehörte damals als Teil des Großfürstentums Finnland zum Russischen Kaiserreich.

## Entstehungsgeschichte
Hersteller war der Techniker Frans Engelbert Lindström (* 29. November 1874 in Mynämäki; † 21. Februar 1918) (nach anderen Quellen Hans Lindström).
Eine Quelle gibt an, dass das Fahrzeug 1913 entstand, am 1. Mai 1913 die erste Probefahrt erfolgte und ein Einzelstück blieb. Eine andere Quelle schreibt von einer kleinen Serie zwischen 1912 und 1914. Das Fahrzeug hat einen luftgekühlten Zweizylinder-Viertaktmotor mit 10 PS Leistung und eine zweisitzige Torpedo-Karosserie. Ein Fahrzeug ist erhalten geblieben und war im Automuseum Lippaliiteri in Nousiainen ausgestellt.
Im Jahre 2008 war das Fahrzeug im Automuseum von Uusikaupunki ausgestellt.